# Bieg na 60 metrów przez płotki

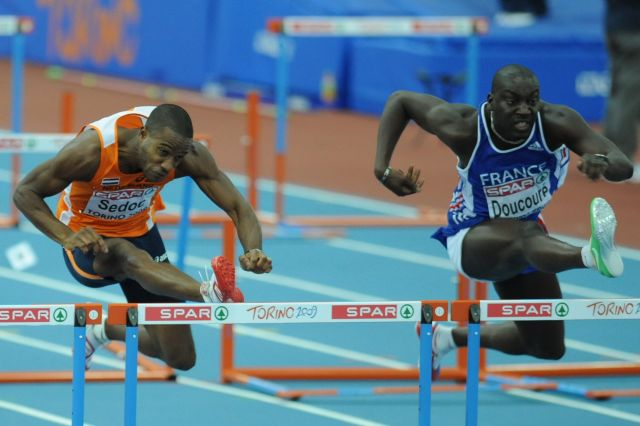
Bieg przez płotki na dystansie 60m

Bieg na 60 metrów przez płotki – konkurencja lekkoatletyczna, rozgrywana wyłącznie w zawodach halowych. Jest to najkrótszy bieg płotkarski (bieg na 50 metrów przez płotki nie jest rozgrywany na dużych międzynarodowych imprezach lekkoatletycznych). Rozgrywany jest między innymi na halowych mistrzostwach świata i Europy. Aktualnymi rekordzistami świata są Grant Holloway i Devynne Charlton.

## Najszybsi zawodnicy w historii

### Mężczyźni
| lp. | czas | zawodnik          | państwo           | data             | miejsce      |
| --- | ---- | ----------------- | ----------------- | ---------------- | ------------ |
| 1.  | 7,27 | Grant Holloway    | Stany Zjednoczone | 16 lutego 2024   | Albuquerque  |
| 2.  | 7,30 | Colin Jackson     | Wielka Brytania   | 6 marca 1994     | Sindelfingen |
| 3.  | 7,33 | Dayron Robles     | Kuba              | 3 marca 2008     | Düsseldorf   |
| 4.  | 7,36 | Greg Foster       | Stany Zjednoczone | 16 stycznia 1987 | Los Angeles  |
|     | 7,36 | Allen Johnson     | Stany Zjednoczone | 6 marca 2004     | Budapeszt    |
|     | 7,36 | Terrence Trammell | Stany Zjednoczone | 14 marca 2010    | Doha         |
| 7.  | 7,37 | Roger Kingdom     | Stany Zjednoczone | 8 marca 1989     | Pireus       |
|     | 7,37 | Anier García      | Kuba              | 9 lutego 2000    | Pireus       |
|     | 7,37 | Tony Dees         | Stany Zjednoczone | 18 lutego 2000   | Chemnitz     |
|     | 7,37 | David Oliver      | Stany Zjednoczone | 5 lutego 2011    | Stuttgart    |

- zobacz więcej na stronach World Athletics (ang.) [dostęp 24 lutego 2021].

### Kobiety
| lp. | czas | zawodniczka      | państwo           | data           | miejsce     |
| --- | ---- | ---------------- | ----------------- | -------------- | ----------- |
| 1.  | 7,65 | Devynne Charlton | Bahamy            | 3 marca 2024   | Glasgow     |
| 2.  | 7,67 | Tia Jones        | Stany Zjednoczone | 16 lutego 2024 | Albuquerque |
|     | 7,67 | Ditaji Kambundji | Szwajcaria        | 7 marca 2025   | Apeldoorn   |
| 4.  | 7,68 | Susanna Kallur   | Szwecja           | 10 lutego 2008 | Karlsruhe   |
| 5.  | 7,69 | Ludmiła Engquist | ZSRR              | 4 lutego 1990  | Czelabińsk  |
| 6.  | 7,70 | Kendra Harrison  | Stany Zjednoczone | 3 marca 2018   | Birmingham  |
|     | 7,70 | Sharika Nelvis   | Stany Zjednoczone | 18 lutego 2018 | Albuquerque |
| 8.  | 7,72 | LoLo Jones       | Stany Zjednoczone | 13 marca 2010  | Doha        |
|     | 7,72 | Ackera Nugent    | Jamajka           | 10 marca 2023  | Albuquerque |
|     | 7,72 | Nadine Visser    | Holandia          | 7 marca 2025   | Apeldoorn   |
|     | 7,72 | Grace Stark      | Stany Zjednoczone | 23 marca 2025  | Nankin      |

- zobacz więcej na stronach World Athletics (ang.) [dostęp 3 marca 2024].

## Rozwój rekordu świata w biegu na 60 m przez płotki kobiet
(pod uwagę brane są wyniki z pomiaru elektronicznego)

## Rozwój rekordu świata w biegu na 60 m przez płotki mężczyzn
(pod uwagę brane są wyniki z pomiaru elektronicznego)